# Lebanon (Illinois)
Lebanon è un comune degli Stati Uniti d'America, situato in Illinois, nella Contea di St. Clair.